# Berghaus (Wallenfels)
Berghaus ist ein Gemeindeteil der Stadt Wallenfels im Landkreis Kronach (Oberfranken, Bayern).

## Geographie
Der Weiler liegt in Hanglage an der bewaldeten Anhöhe Schnappenplatte (648 m ü. NHN). Ein Anliegerweg führt nach Mittlere Schnaid (0,4 km südwestlich).

## Geschichte
Berghaus wurde in der ersten Hälfte des 19. Jahrhunderts auf dem Gemeindegebiet von Schnaid gegründet. Am 1. Januar 1972 wurde Berghaus im Zuge der Gebietsreform in Bayern nach Wallenfels eingegliedert.

### Einwohnerentwicklung
| Jahr      | 001854 | 001861 | 001871 | 001885 | 001900 | 001925 | 001950 | 001961 | 001970 | 001987 |
| Einwohner |        | 17     | *      | *      | 14     | 28     | 24     | 22     | 16     | 15     |
| Häuser    | 3      |        |        | *      | 2      | 2      | 2      | 4      |        | 6      |
| Quelle    | [ 4 ]  | [ 6 ]  | [ 7 ]  | [ 8 ]  | [ 9 ]  | [ 10 ] | [ 11 ] | [ 12 ] | [ 13 ] | [ 1 ]  |

## Religion
Der Ort ist römisch-katholisch geprägt und war ursprünglich nach Mariä Geburt (Steinwiesen) gepfarrt, seit Anfang des 20. Jahrhunderts ist die Pfarrei St. Thomas (Wallenfels) zuständig.